# سید عبدالله موسوی
سید عبدالله موسوی (زاده ۲۵ مهر ۱۳۴۰ شهرستان آغاجاری) مدیر اجرایی ایرانی است، که در حال حاضر بعنوان مدیر عامل شرکت ملی حفاری ایران و عضو اصلی هیئت مدیره شرکت ملی حفاری  ایران فعالیت می‌کند.
وی دانش‌آموخته کارشناسی شیمی کاربردی از دانشگاه آزاد اسلامی امیدیه است و فعالیت در صنعت نفت را از سال ۱۳۵۹ در شرکت ملی مناطق نفت‌خیز جنوب آغاز کرد. موسوی در فاصله سال‌های ۱۳۸۰ تا ۱۳۸۵ مدیرعامل شرکت بهره‌برداری نفت و گاز مسجدسلیمان بود و از سال ۱۳۸۵ تا ۱۳۹۰ بعنوان مدیرعامل شرکت بهره‌برداری نفت و گاز آغاجاری فعالیت می‌کرد. وی در سال ۱۳۹۰ به‌عنوان مدیر مهندسی و ساختمان شرکت ملی مناطق نفت‌خیز جنوب منصوب شد و از سال ۱۳۹۲ تا ۱۳۹۴ نیز مدیرعامل شرکت بهره‌برداری نفت و گاز مارون بود.